# Église Saint-Martin de Floyon
 (mars 2025).
L'église Saint-Martin de Floyon est une église fortifiée de Thiérache située à Floyon, France. 

## Description
La seule caractéristique pour la fortification est la haute tour sur le flanc droit du clocher construit en briques, qui permet d’accéder aux étages des salles d’évacuation.

## Localisation
L'église est située au milieu du village de Floyon, dans le département français du Nord.

## Historique
L’église actuelle date de 1573, cette date apparaît avec les armoiries du village sur une pierre bleue au-dessus du portail Renaissance. 